# 崩壊:スターレール
もしかして
- 崩壊:スターレイル

ではありませんか？